# 왕선지
왕선지 (878년 사망)는 중국의 군인이자 반란군이었다. 그는 당 희종 재위 시기의 주요 농민 반란군이었으며, 그의 반란(황소의 난)은 한때 그의 동맹이었던 황소의 반란과 함께 실패했지만, 당나라의 붕괴를 초래한 일련의 반란의 시작이 되었다.

## 삶

### 초기 생애
왕선지는 푸저우(濮州, 오늘날 푸양) 출신으로, 그의 동맹이 된 황소처럼 소금 밀매업자였다(즉, 당나라 국가 독점에 속하지 않는 소금을 판매했다).

### 반란
그는 874년 창위안(長垣, 오늘날 신샹시, 허난성)에서 반란을 시작했다. 당시 심각한 자연재해(번갈아 가며 발생하는 홍수와 가뭄)가 함곡관 동쪽 지역(즉, 오늘날 허난성, 허베이성, 산둥성)에 심각한 영향을 미쳤지만, 황실 정부는 백성들을 구제하기 위한 조치를 거의 취하지 않았다. 그의 반란은 천 명으로 시작되었지만, 그와 그의 동맹인 상쥔장(尚君長)이 푸저우와 차오저우(曹州, 오늘날 허쩌시, 산둥성)를 점령한 후 빠르게 수만 명으로 늘어났고, 톈핑 도(天平, 본부는 오늘날 타이안시, 산둥성)의 절도사 설충(薛崇)이 왕선지의 군대를 막으려 했지만 왕선지가 그를 격파했다. 한편, 위안취 (역시 오늘날 허쩌시 내) 출신인 황소도 반란을 시작했고, 이 시점에서 그들은 느슨하게 연합했다. 875년 말, 왕선지는 이저우(沂州, 오늘날 린이시, 산둥성)를 공격했다. 평루 도(平盧, 본부는 오늘날 웨이팡시, 산둥성)의 절도사 송위(宋威)는 왕선지를 공격하겠다고 자원했다. 당시 황제인 당 희종은 이 제안을 승인하고 송위를 작전의 총지휘관으로 임명하여 자신의 도뿐만 아니라 다른 여러 도의 병력까지 지휘하게 했다.
876년 여름, 송위는 이저우에서 왕선지를 공격하여 그를 격파했다. 송위는 왕선지가 전투에서 사망했다고 주장하는 보고서를 제출했다. 이에 당 희종은 병사들을 해산시키고 집으로 돌아가게 했다. 그러나 며칠 후 왕선지가 죽지 않았다는 보고가 들어왔고, 병사들은 다시 동원되어 병사들의 고통과 분노를 샀다. 왕선지는 루저우(汝州, 오늘날 주마뎬시, 허난성)로 향했다. 당 희종은 장군 최안건, 증원유(曾元裕), 조상(曹翔), 이복에게 왕선지를 저지하라고 명령했지만, 왕선지는 재빨리 루저우를 점령하고 당시 선지자였던 왕탁의 동생인 루저우 자사 왕랴오(王鐐)를 포로로 잡았다. 왕랴오가 붙잡힌 것은 사람들에게 큰 충격을 주었고, 동도 뤄양에서 사람들이 무리를 지어 도망쳤다. 당 희종은 왕선지와 상쥔장에게 관직을 제안하여 달래려 했지만, 그들은 이 시점에서 응답하지 않았다. 그들은 정저우(鄭州, 오늘날 정저우시, 허난성)를 공격했지만, 환관 감군 뇌은부(雷殷符)에게 격퇴당한 후 남쪽으로 향하여 탕저우(唐州, 오늘날 주마뎬시)와 덩저우(鄧州, 오늘날 난양시, 허난성)를 공격했다. 그는 이어서 산남동도(山南東道, 본부는 오늘날 샹판시, 후베이성)와 회남 도(淮南, 본부는 오늘날 양저우시, 장쑤성)의 여러 주들을 약탈했다.

### 협상
877년 새해 무렵, 왕선지는 치저우(蘄州, 오늘날 황강시, 후베이성)를 공격했다. 공격 중에 왕랴오는 왕선지를 대신하여 치저우 자사 배악(裴偓)에게 편지를 썼는데, 배악은 왕탁이 그를 과거 합격자로 뽑았다는 점에서 왕탁과도 관계가 있었다. 그 결과 왕선지와 배악은 일시 휴전을 협상했고, 배악은 왕선지에게 사면과 관직을 약속하며 당나라 황실 정부에 복종할 것을 설득하려 했다. 그는 또한 왕선지, 황소, 그리고 왕선지의 추종자 30여 명을 성 안으로 초대하여 잔치를 베풀었다. 배악은 이어서 당 희종에게 왕선지에게 관직을 줄 것을 요청하는 상소를 올렸다.
배악의 상소가 황실 정부에 도착했을 때, 대부분의 재상들은 반대했다. 그들은 몇 년 전 당 의종 황제가 반란군 방훈을 사면하는 것을 거부하고 방훈을 격파할 수 있었으며, 왕선지를 사면하면 더 많은 반란을 부추길 것이라고 주장했다. 그러나 왕탁은 제안 수용을 계속 요청했다. 이에 당 희종은 왕선지에게 좌신책군(左神策軍)의 장교이자 어사대부의 직책을 부여하기로 동의했다. 환관 사신이 치저우에 도착하여 관직 임명을 발표했을 때, 왕선지는 처음에는 매우 기뻐했고 왕랴오와 배악 모두 그를 축하했다. 그러나 관직 임명 소식을 들은 황소는 자신이 어떤 관직도 받지 못했다는 사실에 분노했다. 그는 왕선지에게 소리를 지르며 왕선지가 관직을 받아들이면 자신의 군대를 배신하는 것이라고 선언했고, 왕선지를 구타하여 왕선지의 이마에 부상을 입혔다. 다른 추종자들도 시끄럽게 소리쳤다. 왕선지는 두려움에 거절했고, 더 나아가 그의 군대에게 치저우를 약탈하게 하여 절반의 사람들을 붙잡고 절반을 죽였다. 배악과 환관은 도망쳤고, 왕랴오는 다시 붙잡혔다. 그러나 이 사건 이후, 왕선지는 잠시 황소와 헤어졌다.
877년 봄, 왕선지는 어저우(鄂州, 오늘날 우한시, 후베이성)를 점령했다. 그는 다시 북쪽으로 돌아가 황소와 재회하여 송저우(宋州, 오늘날 상추시, 허난성)에서 송위를 포위했다. 황실 장군 장자면(張自勉)이 송위를 구원하기 위해 왔을 때에야 농민 반란군은 송위에 대한 포위를 풀었다. 왕선지는 그 후 남쪽으로 향하여 차례로 안저우(安州, 오늘날 샤오간시, 후베이성)와 쑤이저우(隨州, 오늘날 쑤이저우시, 후베이성)를 점령한 후 푸저우(復州, 오늘날 톈먼시, 후베이성)와 잉저우(郢州, 오늘날 징먼시, 후베이성)를 더 약탈했다.
그러나 왕선지와 황실군 사이의 협상은 곧 재개되었다. 증원유의 군대 감군인 양복광이 다시 왕선지가 항복하면 황실 관직을 받을 수 있도록 노력하겠다고 제안했기 때문이다. 협상은 왕선지가 상쥔장을 양복광에게 직접 보내 자세한 내용을 논의할 정도로 진전되었다. 그러나 상쥔장이 양복광의 진영으로 가는 도중에 송위가 그를 기습하여 붙잡았고, 전투에서 상쥔장을 붙잡았다고 주장하는 보고서를 제출했다. 양복광이 상쥔장이 왕선지의 항복을 협상 중이었으며 송위에 의해 붙잡힌 것이 아니라고 설명하는 보고서를 제출했음에도 불구하고, 상쥔장은 처형되었고, 황실 정부와 왕선지 사이의 협상은 중단되었다.

### 패배
877년 후반, 왕선지는 남쪽으로 진격하여 장링, 즉 형남 도(荊南)의 수도를 포위했다. 그는 형남 절도사 양지온(楊知溫)을 급습하여 거의 도시를 점령할 뻔했다. 그러나 인근 산남동도 절도사였던 이복이 양지온을 돕기 위해 군대를 보냈고, 왕선지는 장링 포위를 포기했다.
곧이어 증원유는 선저우(申州, 오늘날 신양시, 허난성) 동쪽에서 왕선지에 대해 큰 승리를 거두었는데, 이 승리는 황실 정부가 송위의 작전 사령관 직위를 해임하고 대신 증원유에게 그 직위를 부여하며 장자면을 증원유의 부관으로 임명하는 데 영향을 미친 것으로 보인다. 878년 봄 후반, 증원유는 황메이(黃梅, 오늘날 황강시)에서 왕선지를 다시 격파하고 전투에서 왕선지를 죽였다. 왕선지의 머리는 장안으로 보내져 당 희종에게 바쳐졌다. 왕선지의 추종자였던 상양 (상쥔장의 형제)은 왕선지의 남은 추종자들을 이끌고 황소와 합류했다.

## 내용주
1. ↑  왕선지의 전역에 대한 연대기적 세부 사항을 제공한 자치통감은 왕랴오를 왕탁의 사촌으로 언급했지만, 구당서와 신당서에 있는 왕탁의 전기 모두에 따르면 왕랴오는 왕탁의 동생이었다.[2]

## =인용
1. 1 2 3 4 5  자치통감, 권 252.
2. ↑  구당서, 권 164; 신당서, 권 185.
3. 1 2 3 4  자치통감, 권 253.

### 참고 문헌
- 자치통감, 권 252, 253.